# 薩爾格施

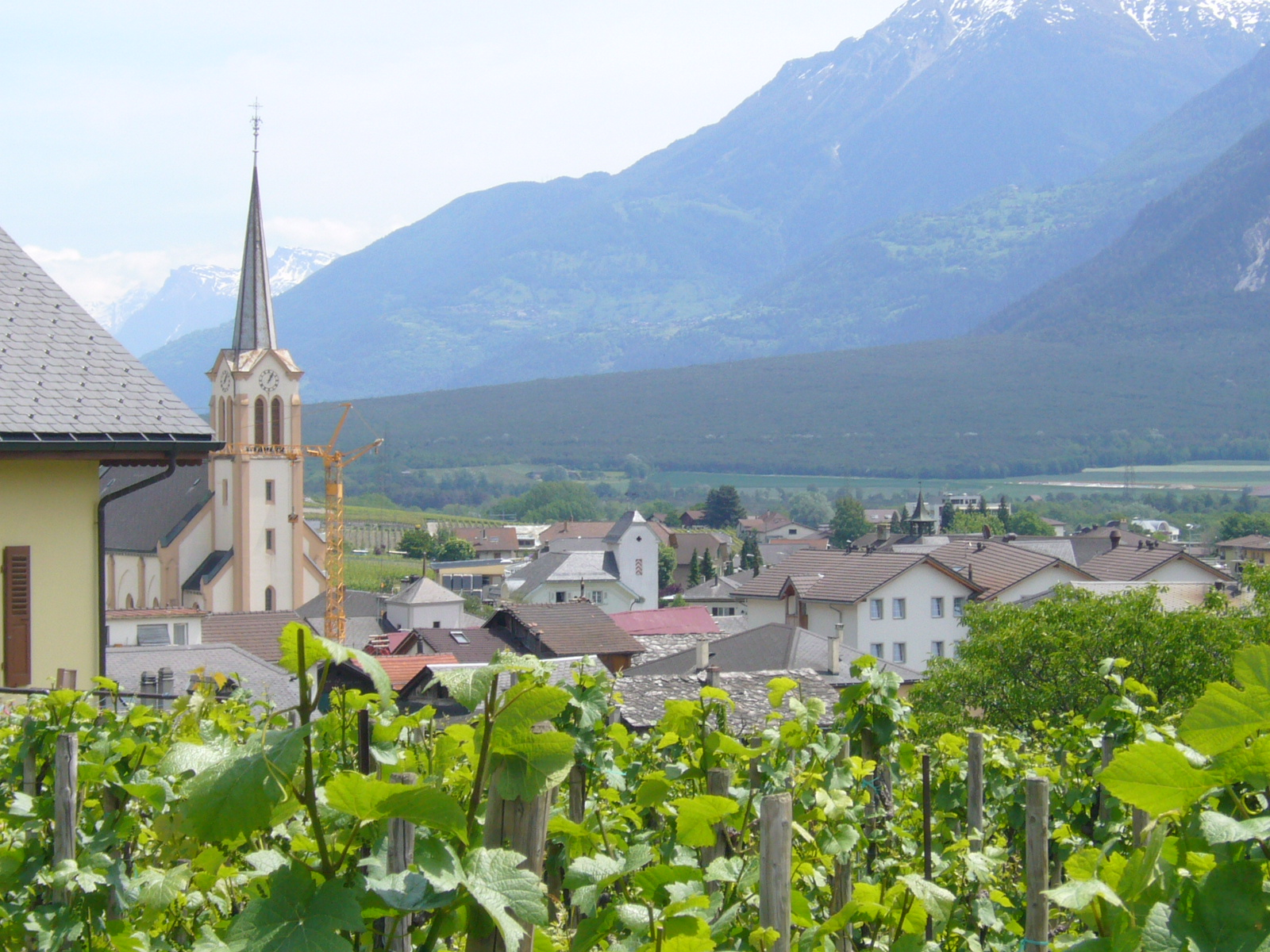

薩爾格施是瑞士的城鎮，位於該國南部，由瓦萊州負責管轄，面積11.34平方公里，海拔高度581米，2011年人口1,356，九成人口信奉羅馬天主教，人口密度每平方公里120人。

## 外部連結
- Official website